# Барановицький район
Барановицький район (біл. Баранавіцкі раён) — адміністративно-територіальна одиниця Берестейської області Білорусі. Утворений 8 квітня 1957 року, займає площу 2,2 тисяч км². Населення — 45,4 тисяч чоловік (2006). Районний центр — місто Барановичі.
Район розташований на півночі області в межах Новогрудської височини та Барановицької рівнини, межує з Гродненською і Мінською областями. Протяжність з півночі на південь — 100 км, із заходу на схід — 72 км.

## Географія і клімат
В районі переважають висоти 180—240 м над рівнем моря (максимальна — 267 м). Від Полісся рівнина відділяється смугою дюн. Середня температура січня −6,1 °С, липня 18 °С. Опадів 630 мм на рік. Вегетаційний період 193 доби.
Велика річка — Щара з притоками Мишанка, Лохозва, Ісса, на півночі — річка Сервеч, на північному заході — Молчадь. На території району водосховище Гать, озера Колдичевське і Домашевське. Під лісами (соснові, ялинові, березові) 33 % території, найбільші масиви на південному заході і заході. Під болотами 8,5 %.
На території району знаходиться частина біологічного заказника республіканського значення Барановицький, ландшафтний — Стронга. Мисливські ресурси району належать Барановицькому лісомисливському господарству і мисливському господарству БООР.

## Історія
Перші дані про поселення на території району датуються VII століттям до нашої ери. Це Добрий Бор, Пурневичі, Городище.
Після поділу Речі Посполитої в 1795 році територія району — в складі Російської імперії. Під час повстання 1863—1864 років під керівництвом Костянтина Калиновського в травні 1863 року біля села Міловиди були сконцентровані великі сили повсталих, відбулася Міловидська битва з царськими карателями. На місці події встановлено меморіальну каплицю і пам'ятний знак.
У 1905—1907 роках селяни беруть активну участь у революційному русі. У першу світову війну з осені 1915 року велика частина району окупована кайзерівськими військами, через Кутовщину — Заосьє — Войковичі — Уласи — Крошин проходила лінія фронту, проведена велика Барановицька операція в 1916 році.
Радянська влада була встановлена після відступу німецької армії в січні 1919 року. З лютого 1919 року територія увійшла до складу Барановицького повіту БРСР. З 1921 року по 17 вересня 1939 року територія району — в складі Польщі, потім у складі БРСР. У квітні 1957 року Новомиський і Городищенський райони об'єднані та перейменовані в Барановицький район.
Указом Президії Верховної Ради БРСР від 15 січня 1940 року Барановицька область була територіально розділена на 26 районів. Серед них був Городищенський район з районним центром в міському селищі Городище і Новомиський район з центром в селищі Нова Миша.
У роки Другої світової війни територія району з червня 1941 по липень 1944 року окупована нацистськими військами. Загарбниками знищено в цілому близько 80 тисяч чоловік. В районі діяли Барановицьке міське патріотичне підпілля, Барановицька окружна антифашистських організацій, Барановицький підпільний обком, міськкому КП (б) Б і ЛКСМБ, Новомиський і Городищенський підпільні райкоми КП (б) Б і ЛКСМБ, Барановицьке партизанське з'єднання. Район був відвойований військами 1-го Білоруського фронту.

## Адміністративно-територіальний устрій
Адміністративно-територіальний устрій району:
- Великолуцька сільська рада
  - село Великі Луки
  - село Грабовець
  - селище Кабушкина
  - село Копани
  - село Крижики
  - село Малі Луки
  - село Нові Луки
  - село Русино
  - село Яново
- Вольновська сільська рада
  - село Бартники
  - село Верхнє Чернихово
  - село Вольно
  - село Голинка
  - село Задвея
  - село Залісся
  - село Лихосельці
  - село Нагорне
  - село Нижнє Чернихово
  - село Озерець
  - село Полонечка
  - село Рабковичі
  - село Репичі
  - село Савичі
  - село Тишковці
  - село Чернихово
  - село Щербовичі
- Городищенська сільська рада
  - агромістечко Арабовщина
  - село Битковщина
  - село Богуші
  - село Бовтичі
  - село Бриксичі
  - село Велике Село
  - село Визорок
  - село Висадовичі
  - село Гарановичі
  - агромістечко Гірмантовці
  - село Гречихи
  - село Грибовщина
  - село Душковці
  - село Зелена
  - село Жабинці
  - село Железниця
  - агромістечко Карчово
  - село Киселі
  - село Ковші
  - село Колдичево
  - село Конюшовщина
  - село Красевичі
  - село Крепочі
  - село Кутовщина
  - село Лози
  - село Микуличі
  - село Митропольщина
  - село Моститичі
  - село Нагорна
  - село Насейки
  - село Нестери
  - село Новинки
  - село Новосілки
  - село Огородники
  - село Олізаровщина
  - село Омневичі
  - село Пенчин
  - село Переволока
  - село Поручин
  - село Пруди
  - село Рудаші
  - село Селявичі
  - село Скробово
  - село Слабожани
  - селище Советський
  - село Соколовичі
  - село Станкевичі
  - село Трацевичі
  - село Ясенець
- Жемчужненська сільська рада
  - село Альбинки
  - село Бор
  - село Важгинти
  - село Гордейчики
  - село Деколи
  - село Детковичі
  - село Дубище
  - селище Жемчужний
  - село Зверовщина
  - село Небити
  - село Переносини
  - село Свирани
  - село Севрюки
  - село Соснова
  - село Спочинок
  - село Тепливоди
  - село Тивунці
- Крошинська сільська рада
  - село Адаховщина
  - село Баратино
  - село Гірово
  - село Дубово
  - село Дубровно
  - село Заброддя
  - село Дудичі
  - село Залюбичі
  - село Ішколдь
  - село Кломпики
  - село Крошин
  - село Лавриновичі
  - село Макаші
  - село Ольсевичі
  - село Петковичі
  - село Подлісейки
  - село Придатки
  - село Родковичі
  - село Скарчово
  - село Старий Двор
  - село Уласи
  - село Юшковичі
  - село Якимовичі
  - село Ятвезь
- Ліснянська сільська рада
  - село Березовка
  - станція Грицевець
  - село Груди
  - село Гута
  - село Лесино
  - село Лісна
  - село Павлиново
  - село Свояшки
  - село Тартаки
- Малаховецька сільська рада
  - село Богуші
  - село Велика Волохва
  - село Глинище
  - село Омелянівка
  - село Замошшя
  - село Кадичиці
  - село Кунцевичі
  - село Малаховці
  - село Мала Волохва
  - селище Мирний
  - село Млинок
  - село Новосади
  - село Рагозниця
  - селище Світлий
  - село Скварчиці
  - село Узноги
  - село Утьос
  - село Ястрембель
- Миловидська сільська рада
  - село Ковпаки
  - село Миловиди
  - село Подосовці
  - село Стрелово
  - село Ямично
- Мовчадська сільська рада
  - село Андрієвці
  - село Данейки
  - село Зоричі
  - село Катминовці
  - село Крупляни
  - село Крутовці
  - село Кузевичі
  - село Мала Своротва
  - село Міцкевичі
  - село Мовчадь
  - село Савцевичі
  - село Сорговичі
  - село Стремиловщина
- Новомиська сільська рада
  - село Білолісся
  - село Боровці
  - село Гінцевичі
  - село Деревна
  - село Дрогобиль
  - село Заболоття
  - село Зоряна
  - село Козлякевичі
  - село Лебежани
  - село Лугова
  - село Люшнево
  - селище Мир
  - село Могиляни
  - село Нова Миш
  - селище Новий
  - селище Першомайський
  - село Петревичі
  - село Постариння
  - село Приозерна
  - село Стара Миш
  - село Тешевле
  - село Тюхневичі
  - село Шпаковці
- Подгорновська сільська рада
  - село Добрий Бор
  - село Колбовичі
  - село Подгорна
  - село Яжона
- Полонковська сільська рада
  - село Верхлісся
  - село Вершок
  - село Єлово
  - село Іванковичі
  - село Лотвичі
  - село Перховичі
  - село Полонка
  - село Серебрище
  - село Скородинці
  - село Ягодна
- Почаповська сільська рада
  - село Буйневичі
  - село Велика Своротва
  - село Великі Пурневичі
  - село Гайбути
  - село Голевичі
  - село Голинка
  - село Доброполь
  - село Дрозди
  - село Зазер'я
  - село Застариння
  - село Козловичі
  - село Малі Пурневичі
  - село Новосілки
  - село Омеляновичі
  - село Пархімовщина
  - село Почапово
  - село Сениченята
  - село Чорновичі
  - село Ялуцевичі
- Столовицька сільська рада
  - село Анісімовичі
  - село Антоново
  - село Велика Ковпениця
  - село Великі Гатище
  - село Домашевичі
  - село Загір'я
  - село Заосся
  - село Запілля
  - селище Костричник
  - село Круглики
  - село Мала Ковпениця
  - село Мелеховичі
  - село Михновщина
  - село Міденевичі
  - село Новий Світ
  - село Новики
  - село Нові Войковичі
  - село Поленичиці
  - село Стайки
  - село Старі Войковичі
  - село Столовичі
  - село Судари
  - село Торчиці
  - село Тюкантовичі

Колишні сільські ради:
- Гірмантовська сільська рада (ліквідована 26 червня 2013 року[4])
- Карчовська сільська рада (ліквідована 26 червня 2013 року[4])
- Ковпеницька сільська рада (ліквідована 26 червня 2013 року[4])
- Міденевицька сільська рада (ліквідована 26 червня 2013 року[4])
- Петковицька сільська рада (ліквідована 26 червня 2013 року[4])
- Полонечковська сільська рада (ліквідована 26 червня 2013 року[4])
- Тешевлянська сільська рада (ліквідована 26 червня 2013 року[4])
- Утьоська сільська рада (ліквідована 26 червня 2013 року[4])

## Населення
За переписом населення Білорусі 2009 року чисельність населення району становило 41 902 особи.

### Національність
Розподіл населення за рідною національністю за даними перепису 2009 року:
| Національність                | Осіб  | Відсоток |
| ----------------------------- | ----- | -------- |
| білоруси                      | 36419 | 86,91 %  |
| поляки                        | 2473  | 5,90 %   |
| росіяни                       | 2185  | 5,21 %   |
| українці                      | 471   | 1,12 %   |
| цигани                        | 82    | 0,20 %   |
| національність не вказана     | 36    | 0,09 %   |
| молдовани                     | 29    | 0,07 %   |
| вірмени                       | 28    | 0,07 %   |
| азербайджанці                 | 28    | 0,07 %   |
| татари                        | 21    | 0,05 %   |
| національність не повідомлена | 17    | 0,04 %   |
| німці                         | 15    | 0,04 %   |
| грузини                       | 11    | 0,03 %   |
| болгари                       | 10    | 0,02 %   |
| литовці                       | 9     | 0,02 %   |
| узбеки                        | 8     | 0,02 %   |
| дві та більше національності  | 8     | 0,02 %   |
| латиші                        | 7     | 0,02 %   |
| чуваші                        | 6     | 0,01 %   |
| мордва                        | 4     | 0,01 %   |
| казахи                        | 3     | 0,01 %   |
| удмурти                       | 3     | 0,01 %   |
| гагаузи                       | 3     | 0,01 %   |
| інша національність           | 3     | 0,01 %   |
| євреї                         | 2     | 0,00 %   |
| туркмени                      | 2     | 0,00 %   |
| таджики                       | 2     | 0,00 %   |
| корейці                       | 2     | 0,00 %   |
| марійці                       | 2     | 0,00 %   |
| фіни                          | 2     | 0,00 %   |
| комі-перм'яки                 | 2     | 0,00 %   |
| словаки                       | 2     | 0,00 %   |
| осетини                       | 1     | 0,00 %   |
| турки                         | 1     | 0,00 %   |
| афганці                       | 1     | 0,00 %   |
| естонці                       | 1     | 0,00 %   |
| аварці                        | 1     | 0,00 %   |
| якути                         | 1     | 0,00 %   |
| англійці                      | 1     | 0,00 %   |
| Разом                         | 41902 | 100 %    |

## Економіка і транспорт
Основні галузі промисловості: паливна, деревообробна та харчова. Територією району проходять залізниці Берестя—Мінськ, Ліда—Лунінець, Волковиськ—Осіповичі; автомобільна дорога Берестя—Мінськ з відгалуженнями.
Корисні копалини: прісноводні вапняні відкладення, будівельний пісок.

### Промисловість
Сучасний промисловий комплекс в загальній структурі господарства району представлений 10 підприємствами. Промисловими підприємствами району випускається різноманітний асортимент і номенклатуру товарів, головні: торфобрикет, піщано-гравійно-щебенева суміш, залізобетонні вироби, санітарна, електротехнічна продукція, світильники, вироби з дерева та інші види. Чотири промислових підприємства постачають свою продукцію на експорт. Частка експорту в загальному обсязі виробництва становить 59,2 %. В районі в наш час[коли?] визначають промисловий потенціал заводи залізобетонних виробів, санелектрозаготовок, торфопідприємство «Колпениця», лісгосп, гравійно-сортувальний завод «Омневичі».

### Сільське господарство
Барановицький район є одним з найбільших виробників сільськогосподарської продукції в Берестейській області. Землі сільськогосподарського призначення займають 117 тисяч га, з них ріллі — 78,4 тисяч га. До складу агропромислового комплексу району входять 12 колгоспів, 8 радгоспів, 4 птахофабрики, 5 кооперативів, 1 агрофірма, одна експериментальна база, 25 фермерських господарств. Для виробництва сільгосппродукції фермерським господарствам передано 825 га сільгоспугідь, з яких 588 га ріллі. Найбільшим виробником яловичини в районі є «Радгосп-комбінат» Україна». Основне поголів'я свиней (37307 голів) зосереджено на РУСП «Східний». Лідером по виробництву м'яса бройлерів в Республіці Білорусь є РУСП «Птахофабрика» Дружба», з виробництва яєць — Барановицька птахофабрика. Переробку вирощуваної продукції район здійснює на ВАТ «Барановицький молочний комбінат», ВАТ «Барановицький м'ясоконсервний комбінат», а також на виробничому підприємстві «Коопзаготпром». Частина продукції переробляється самими сільськогосподарськими підприємствам.

## Об'єкти туризму

### Пам'ятники природи
Пам'ятники природи республіканського значення:
- ботанічні — дуби черешчатий біля села Карчова та міста Барановичі; насадження модрини європейської в Молчадському лісництві;
- геологічний — Камінь філаретів біля села Карчова.

На березі водосховища Гать туриристичний санаторно-оздоровчий комплекс «Лісове озеро»; дитячий оздоровчий центр «Дружба», оздоровчий табір «Журавушка». На Кобрінському шосе готель «Нептун мотель». В селі Гречихи сільська садиба «Гречихи».
Зони відпочинку: республіканського значення — Лісова, місцевого значення — Полонка і Сервеч.

### Музеї
- Заосська садиба-музей А. Міцкевича;
- Музей народного мистецтва і ремесел в селі Крошин;
- Етнографічний музей в селі Русино;
- Історико-краєзнавчі музеї в селах:
  - Арабовщина;
  - Вольно;
  - Великі Луки;
  - Городище;
  - Задвея;
  - Міловиди;
  - Молчадь;
  - Стайки;
- Музеї бойової і трудової слави в селах:
  - Гирмонтовці;
  - Підгірна.

### Пам'ятки архітектури
Збереглися пам'ятки архітектури:

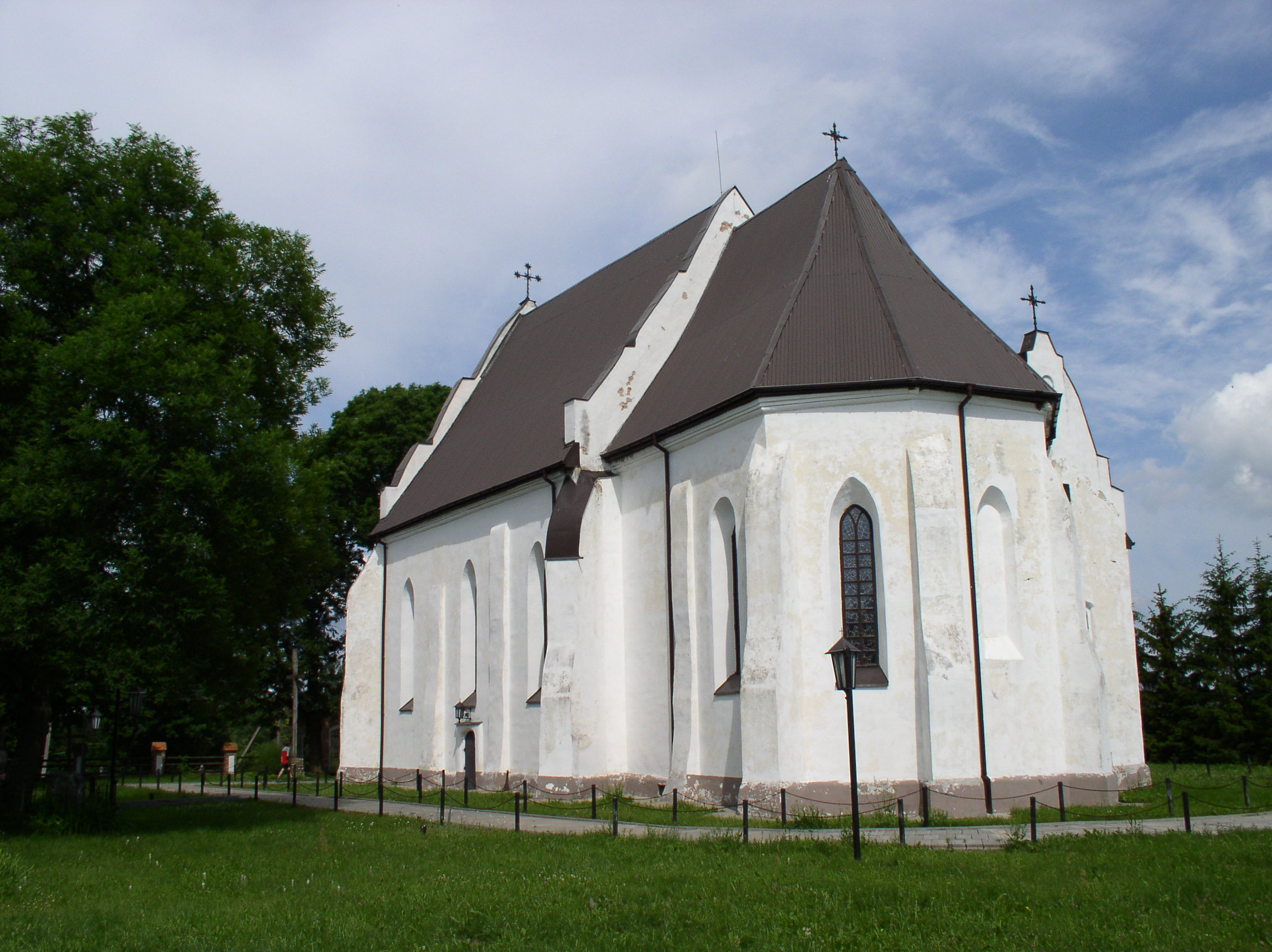
Ішколдський костел Пресвятої Трійці

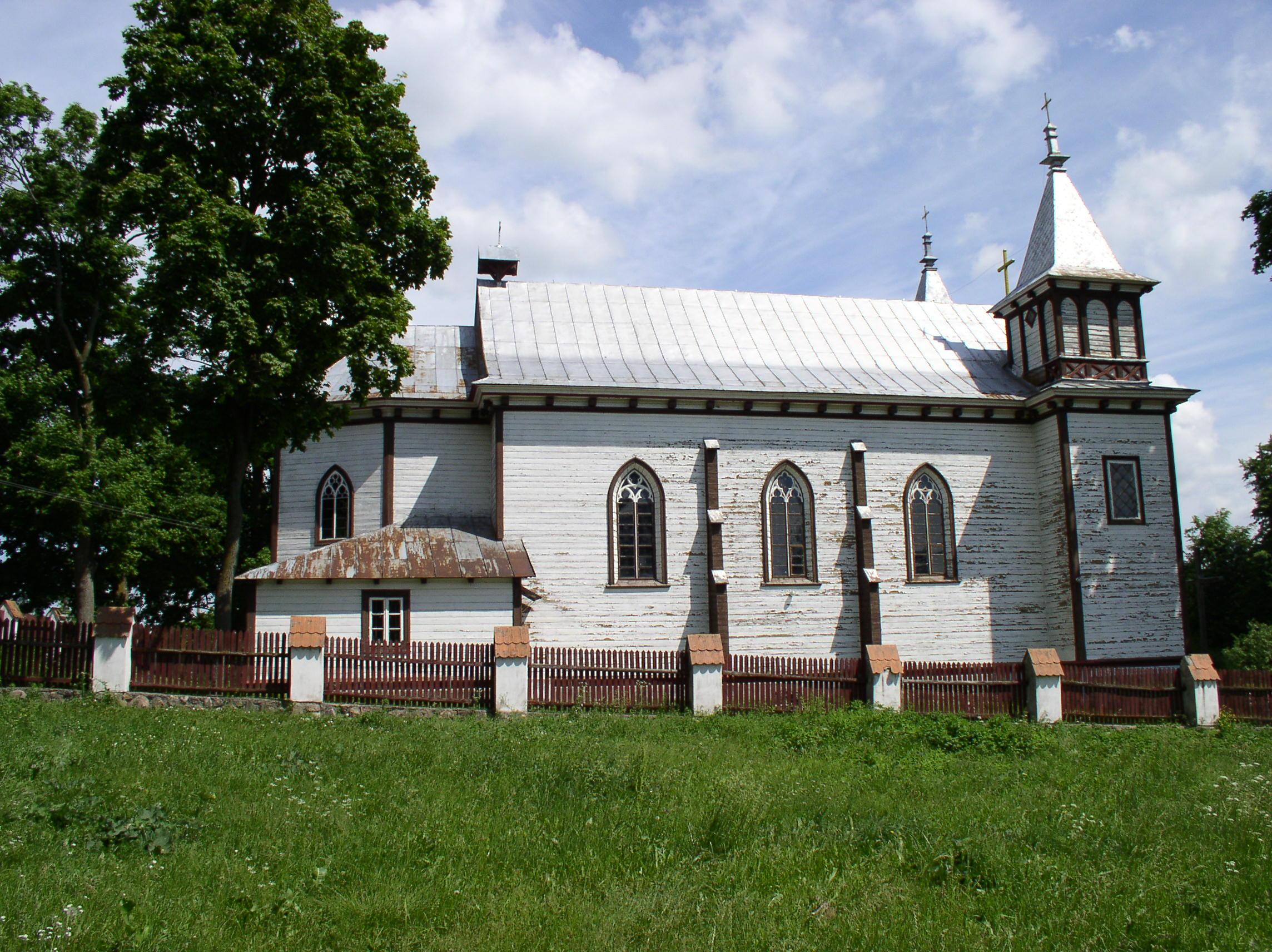
Полонечковський костел святого Юрія

- Вольновська Свято-Троїцька церква;
- Костел Пресвятої Діви Марії (1640);
- Свято-Хрестовоздвиженська церква (1764);
- Ішкольдський костел Пресвятої Трійці;
- Міловідська меморіальна каплиця;
- Молчадська Свято-Петро-Павлівська церква;
- Новомишський костел Преображення Господнього;
- Полонечковський палацово-парковий ансамбль;
- Полонечковський костел святого Юрія;
- Полонковська Свято-Параскево-П'ятницька церква;
- Свято-Покровська церква в селі Почапово (1867);
- Столовицька Свято-Успенська церква;
- Столовицький костел Пресвятого Серця Ісуса;
- залишки королівського укріплення близько села Стара Миша;
- Тугановицька садиба;
- Ястрембельська садиба та інші.

## Персоналії
В районі народились:
- Андрій Римша — білоруський поет (село Пенчин);
- Адам Міцкевич — білоруський і польський поет (село Заоссє);
- Павлюк Багрім — білоруський поет (село Крошин);
- В. Голубко — білоруський драматург, актор, театральний діяч (село Лісова;
- Черенкевич Сергій Миколайович — радянський і білоруський біофізик (село Поленічиці).